# Pseudozarba mianoides
Pseudozarba mianoides is een vlinder van de familie van de uilen (Noctuidae). De wetenschappelijke naam is voor het eerst voorgesteld als Ozarba mianoides door George Francis Hampson in een publicatie uit 1893.
De soort komt voor op Sri Lanka.